# Brennus (vierde eeuw v.Chr.)

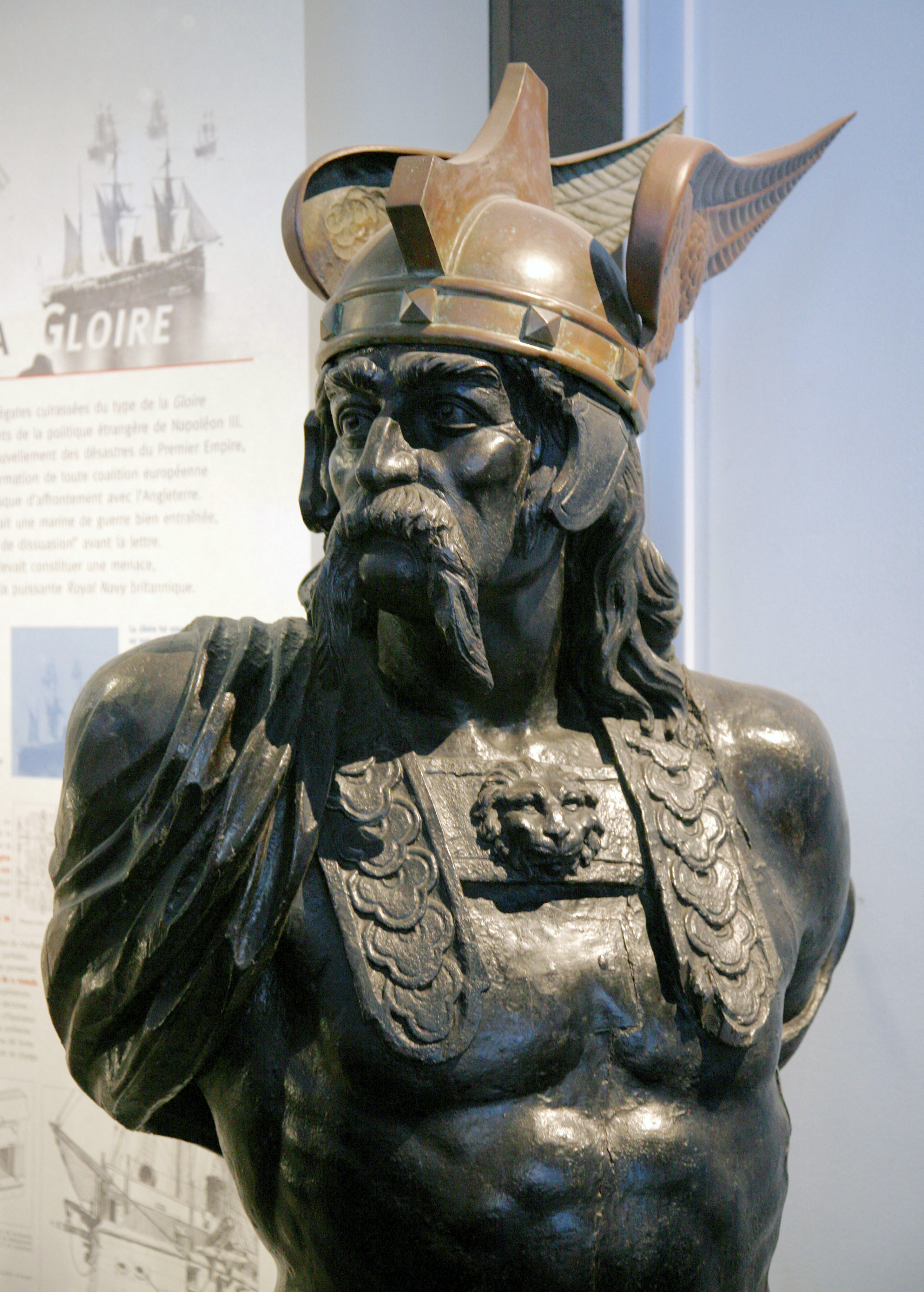
Boegbeeld (1890), voorstellende Brennus, van het vroegere Franse slagschip "Brennus"

De Gallische leider Brennus ondernam in de 4e eeuw v.Chr. een veldtocht die bijna fataal werd voor het toen nog jonge Rome. Deze tocht maakte deel uit van een grotere Keltische beweging die rond 500 v.Chr. ontstaan was. De Kelten waren op dat moment belangrijke dragers van de zogenaamde La Tènecultuur: de cultuur van prehistorische volkeren van Centraal- en West-Europa die ijzer gebruikten.
De La Tènecultuur had toen een dusdanig peil bereikt dat zij op sommige gebieden die van de Romeinen oversteeg. Gedurende deze periode wisten de Kelten hun gebieden maximaal uit te breiden. In eerste instantie in Noord-Italië en Griekenland, later in het huidige Turkije en Groot-Brittannië. Vraag is nog of deze expansie van de Kelten nog bespoedigd werd door de naar het zuiden trekkende Germanen.

## De naam Brennus
Livius heeft het over Brennus alsof dit de naam van de Gallische aanvoerder is. Dit zou zo kunnen zijn. Tegenwoordig neigt men er echter naar brennus als gelatiniseerde vorm van een Gallisch woord voor 'koning' te beschouwen, zoals ook de betekenis van het door Livius gebruikte Latijnse woord regulus is (letterlijk koning van een kleiner rijk). Het Welsh woord brennin "koning" wordt hiertoe als argument gebruikt. Een andere Gallische leider Brennus viel rond 279 v.Chr. Griekenland binnen.

## Belegering van Rome
Een van de stammen die richting Povlakte oprukten, waren de Gallische Senones onder leiding van Brennus. De eersten die onder hen te lijden kregen, waren de volstrekt weerloze Etruskische steden, die tot dan toe wel de machtigste steden in Italië waren. Het dieptepunt voor de Etrusken kwam toen Brennus in 390 v.Chr. het beleg sloeg voor Clusium (het huidige Chiusi). De Galliërs hadden hiermee Etrurië, het kernland van de Etrusken, bereikt.
Clusium vroeg de Romeinen om hulp, maar in plaats van militaire hulp stuurde Rome drie gezanten. Met name Diodorus Sicullus twijfelde aan de motieven van de Romeinen. De gezanten zouden spionnen zijn geweest met als opdracht de sterkte van de Galliërs te beoordelen. De "onderhandelingspoging" leverde de Etrusken in eerste instantie dan ook niets op, zeker niet nadat een Gallische aanvoerder door een Romeinse bemiddelaar zou zijn gedood. Een verrassend resultaat was echter dat de Kelten de belegering van Clusium opbraken, om zich vervolgens op Rome te richten.
Op 18 juli, 390 v.Chr. of 387 v.Chr. kwam het tot een veldslag bij de rivier de Allia, een zijrivier van de Tiber. Bronnen neigen er vaak toe om troepenaantallen te overdrijven, maar het lijkt wel vast te staan dat de Romeinen numeriek verre in het nadeel waren. Onder leiding van Quintus Sulpicius werden ze dan ook verpletterend verslagen. De weg naar Rome lag open.

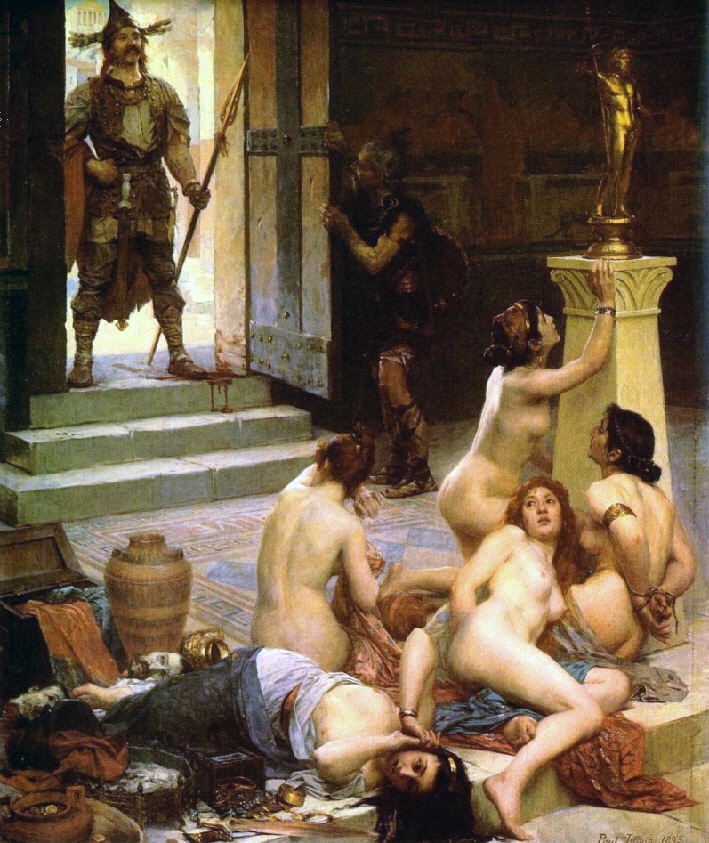
Le Brenn et sa part de butin ("Brennus en zijn deel van de buit", ook bekend als: "Spoils of the Battle"), door Paul Jamin, 1893.

Daar hadden de inwoners de boodschap inmiddels begrepen en ze waren massaal gevlucht: een deel naar de nabije stad van de Veii; het weerbare deel naar het Capitool. De Galliërs konden intussen Rome ongehinderd brandschatten en probeerden zelfs het Capitool te bestormen (volgens de legende werd bij een van die pogingen op het laatst alarm geslagen door de heilige ganzen van Juno). Zij werden echter teruggeslagen en een bezettingsperiode van zeven maanden brak aan voor de rest van Rome.
Toen was er echter een impasse ontstaan. De Romeinen zaten veilig, maar raakten langzaam uitgeput en de Galliërs schoten niets op en leden wellicht onder verschillende ziektes. Uiteindelijk kwam het tot een vergelijk: de Romeinen zouden de Galliërs een losgeld betalen waarop die Rome zouden verlaten. Deze gebeurtenis werd door Titus Livius aldus omschreven:

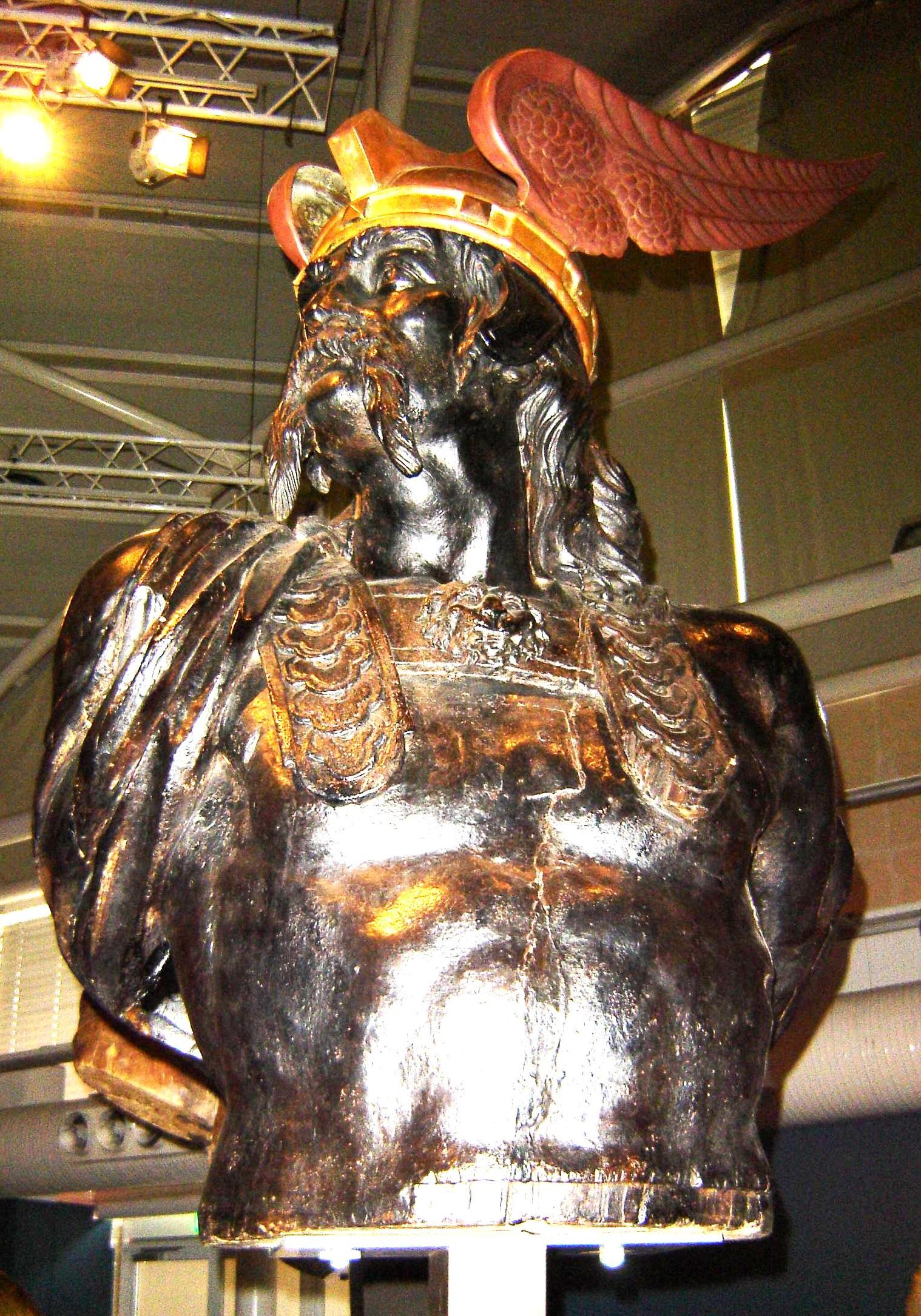
Een buste van Brennus afkomstig van een Frans marineschip

[...] inde inter Q. Sulpicium tribunum militum et Brennum, regulum Gallorum, conloquio transacta res, et mille pondo auri pretium populi gentibus mox imperaturi factum. rei foedissimae per se adiecta indignatus est: pondera ab Gallis adlata iniqua, et tribuno recusante additus ab insolente Gallo ponderi gladius auditaque intoleranda Romanis vox: vae victis. (Liv., Ab urbe condita V 48.)
[...] daarop is in een gesprek tussen Quintus Sulpicius, krijgstribuun, en Brennus, koning van de Galliërs, de zaak overeengekomen, en duizend pond aan goud zou als prijs spoedig van het volk aan de stammen worden overgemaakt. Aan de op zich al schandelijke zaak werd nog een onwaardige toegevoegd: de door de Galliërs gebrachte gewichten zouden ongelijk zijn (d.i. niet in overeenstemming met de geldende waarden). En toen de tribuun bezwaar maakte voegde de trotse Galliër zijn zwaard aan de gewichten toe en men hoorde de voor Rome niet te verdragen uitspraak:, "Wee (aan) de overwonnenen."
De Galliërs trokken zich daarop onder leiding van Brennus terug en lieten de Romeinen sterk verzwakt achter.

## Gevolgen en context
Een belangrijk gevolg van de bezetting en plundering van Rome door de Galliërs was dat alle historische bronnen van de Romeinse geschiedenis van voor 390 v.Chr. verloren gingen. Voor latere historici is het dan ook niet eenvoudig geweest om historische feiten te scheiden van legenden.

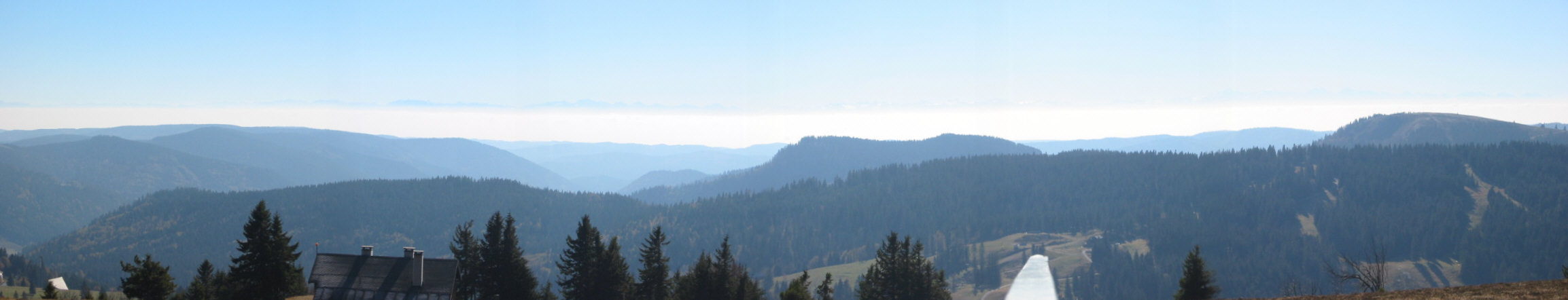
Zwarte Woud panorama, Feldberg, het westen van het Hercynische woud

Livius plaatst de komst van de Kelten op het Italiaans schiereiland in een context van grootschalige migratie als gevolg van overbevolking in centraal Gallië. Deze exodus, waar ook de Aedui zich bij aansloten, werd volgens hem naar het zuiden ingezet onder leiding van koning Bellovesus van de Carnuten en ging dan naar het Hercynische Woud in Zuid-Germanië, en vandaar verder richting Donau onder zijn broer, de Keltische prins Segovesus. Deze hele beweging zou twee eeuwen aan de historische invasie van Italië zijn voorafgegaan, aangezien ze teruggaat tot de bewindstijd van Tarquinius de Oude en de stichting van Massilia. Volgens Livius zou het trouwens dankzij het leger van Bellovesus zijn geweest dat de Focische kolonisten zich konden vestigen en hun positie aan de kust versterken ondanks de vijandigheid van de lokale volksstammen.
Volgens Kruta klopt de chronologie van Livius niet met die van de archeologische vondsten, en zitten er anachronismen in de tekst. Het idee van een eerdere Keltische migratie vanuit Gallië beschouwt hij nogal ver gezocht. Maar het idee van een dubbele origine van de eerste Keltische exodus lijkt hem meer houdbaar en zou dan ook een cross-reference-check met de archeologische gegevens verdienen, die de Gallische expansiebeweging richting Italië met een periode rond 500 v.Chr. lijken te willen associëren.
Hetzelfde verhaal komt in licht verschillende vorm terug in het werk van andere historici. Zo verhaalt Justinus (aldus Pompeius Trogus) hoe driehonderdduizend Kelten hun geboortegrond achterlieten in een soort van ver sacrum ceremonie geheel in lijn met de heilige exodus die bij de oude pastorale volken van Italië wordt beschreven, waarbij een deel van de populatie (bestaande uit één enkele of meerdere generaties die bij geboorte voor deze heilige taak waren voorbestemd) zich op weg begaven op zoek naar nieuw land om er zich te vestigen. Een deel van deze Kelten vestigde zich naar men aanneemt in Italië, terwijl de rest, geleid door de vogels, het hart van Pannonië bereikte. Dan zou de invasie van het schiereiland dus zijn samengevallen met het begin van de Donau-expansie, die zelf, een eeuw na de inval in Rome, resulteerde in de grote militaire expeditie onder leiding van de andere Brennus tegen Griekenland.

## Latere Romeins-Gallische confrontaties
Hoewel de Galliërs nadien nog een zware tol zouden eisen van Italië, groeide Rome tegen de verdrukking in: zijn verdedigingswallen werden versterkt, bewapening werd verbeterd en strijdtechnieken werden aangepast. Tijdens de Tweede Punische Oorlog zouden de Galliërs als bondgenoten van de Carthaagse veldheer Hannibal Barkas de Romeinen nog naar het leven staan, maar kennelijk waren zij toen niet meer tot eigen initiatieven in staat. Rond 121 v.Chr. werden de rollen omgedraaid; de Romeinen vielen toen Gallia Transalpina binnen en lijfden die in als Romeinse provincia: de Provence. Rond 50 v.Chr. wist Julius Caesar hen – inclusief de Senones – definitief te verslaan en te bezetten.

### Primaire bronnen
- Diodorus Sicullus Bibliotheca Historia
- Polybius Geographia
- Titus Livius, Ab Urbe Condita

### Secundaire bronnen
- W. Weissenborn en M. Mueller, Titus Livius Ab Urbe Condita I (B.G. Teubner)
- N. Chadwick, The Celts (Harmondsworth, 1970)
- R. Pörtner, Bevor Die Römer Kamen (Düsseldorf/Wenen, 1961)
- Digitale Bibliotheek voor de Nederlandse Letteren
- V.Kruta, O.H.Frey, B.Raftery & M.Szabo: The Celts - (The Origins of Europe), (1991, Thames & Hudson Ltd., Londen) ISBN 978 0500 015247